# Primera División 1948 (Uruguay)
Het seizoen 1948 van de Primera División was het 45e seizoen van de hoogste Uruguayaanse voetbalcompetitie. De competitie begon op 17 juli 1948, maar eindigde door een algehele spelersstaking voortijdig op 2 oktober. Er werd geen kampioen aangewezen en er vond ook geen degradatie plaats.

## Teams
Er namen tien ploegen deel aan de Primera División tijdens het seizoen 1948. Negen ploegen wisten zich vorig seizoen te handhaven en één ploeg promoveerde vanuit de Primera B: Danubio FC kwam in de plaats van het gedegradeerde CS Miramar.
| Club                      | Stad       | Stadion                              | Vorig seizoen |
| ------------------------- | ---------- | ------------------------------------ | ------------- |
| Central FC                | Montevideo | Estadio Parque Palermo               | 7e            |
| CA Cerro                  | Montevideo | Parque Demetrio Arana                | 8e            |
| Danubio FC                | Montevideo | Parque Forno                         | 1e (1ª B)     |
| CA Defensor               | Montevideo | Parque Rodó                          | 4e            |
| Liverpool FC              | Montevideo | Estadio Belvedere                    | 6e            |
| Montevideo Wanderers FC   | Montevideo | Estadio Parque Alfredo Víctor Viera  | 9e            |
| Club Nacional de Football | Montevideo | Estadio Centenario                   | 1e            |
| CA Peñarol                | Montevideo | Estadio Centenario                   | 2e            |
| Rampla Juniors FC         | Montevideo | Parque Nelson                        | 3e            |
| CA River Plate            | Montevideo | Estadio Parque Federico Omar Saroldi | 5e            |

## Competitie-opzet
Alle clubs speelden tweemaal tegen elkaar. De ploeg met de meeste punten werd kampioen. De ploeg die laatste werd degradeerde naar de Primera B.

### Kwalificatie voor internationale toernooien
Er waren geen internationale toernooien waar Uruguayaanse ploegen zich dit seizoen voor plaatsten.

### Torneo Competencia en Torneo de Honor
Voorafgaand aan het seizoen werd het Torneo Competencia gespeeld tussen de ploegen in de Primera División. Dit toernooi werd gewonnen door Club Nacional de Football. Ook werd er gestreden om het Torneo de Honor. Deze prijs werd uitgereikt aan de ploeg die het beste presteerde in het Torneo Competencia en in de eerste seizoenshelft van de Primera División.
In totaal speelden de tien ploegen dit seizoen driemaal tegen elkaar. De eerste ontmoeting telde mee voor het Torneo Competencia en het Torneo de Honor, de tweede ontmoeting voor de Primera División en het Torneo de Honor en de laatste ontmoeting enkel voor de Primera División. Door de staking werden die laatste ontmoetingen voor het grootste deel niet gespeeld.

### Eerste seizoenshelft
In de eerste speelronde troffen CA Cerro en Liverpool FC elkaar. Deze wedstrijd werd halverwege gestaakt met een 1–0 voorsprong voor Cerro. De wedstrijd werd echter geannuleerd en zou in september worden overgespeeld. De overige vier wedstrijden leverden drie remises op. Alleen Rampla Juniors FC (tegen Montevideo Wanderers FC) wist te winnen en werd zo de eerste leider in de competitie. Een wedstrijd later was Rampla Juniors de koppositie echter al kwijt toen titelverdediger Club Nacional de Football ze met 3–0 versloeg. Ook de tweede speelronde had een opvallende wedstrijd: Montevideo Wanderers verliet tegen CA Peñarol na 65 minuten het veld uit onvrede over de arbitrage. De 2–0 voorsprong voor Peñarol werd als eindstand aangemerkt.
Nadat Nacional en Peñarol hun derde wedstrijd ook wonnen bleven zij samen aan kop van het klassement. De twee rivalen boekten ook tijdens de vierde, vijfde en zesde speelronde een overwinning en hadden vier punten meer dan eerste achtervolgers CA Defensor en Rampla Juniors. Deze voorsprong groeide naar zes punten nadat Defensor (tegen Liverpool) en Rampla Juniors (tegen CA River Plate) verloren, terwijl Nacional en Peñarol wel wonnen. In de achtste wedstrijd van het seizoen stonden de koplopers tegenover elkaar en net als in het Torneo Competencia eindigde dit in een 2–0 overwinning voor Nacional. Hierdoor gingen de Tricolores alleen aan kop en waren ze zeker van eindwinst in het Torneo de Honor (daarvoor was remise ook genoeg geweest). Defensor en Rampla Juniors speelden gelijk tegen elkaar, waardoor de derde plek nu voor River Plate was.
In de laatste speelronde van de eerste seizoenshelft behaalde de gehele top-drie een overwinning en behielden zij hun plek in de stand. Een week later werd de wedstrijd tussen Cerro en Liverpool nog overgespeeld, dit eindigde in een gelijkspel. Hierdoor moest Cerro de laatste plek delen met promovendus Danubio FC; beide ploegen hadden vijf punten.

### Tweede seizoenshelft
In het begin van de terugronde leed Nacional hun tweede puntverlies van het seizoen: de koploper kon voor de tweede keer dit seizoen niet winnen van Central FC. Peñarol won wel en halveerde zo hun achterstand. Dit bleek echter ook de laatste speelronde van de competitie. Ontevredenheid over het professionele regime van die tijd leidde tot een algehele spelersstaking. De competitie werd niet meer hervat en er werd ook geen kampioen uitgeroepen.
Op het moment van de staking ging Nacional aan kop met acht overwinningen en twee gelijke spelen. De voetbalbond gaf de Tricolores wel de eretitel 'primero e invicto' ('eerste en ongeslagen'). Peñarol stond tweede en River Plate bezette de derde plaats. Onderaan de tabel stonden Danubio en Cerro met vijf punten. Er vond echter geen degradatie plaats. Ook promoveerde er niemand uit de Primera B, waar het seizoen ook niet werd afgemaakt vanwege de staking. Volgend seizoen zouden dezelfde tien ploegen aantreden in de Primera División.

### Tussenstand
|     | Club                      | Sp. | W | G | V | Pnt. | DV | DT | DS  |
| --- | ------------------------- | --- | - | - | - | ---- | -- | -- | --- |
| 1.  | Club Nacional de Football | 10  | 8 | 2 | 0 | 18   | 29 | 6  | +23 |
| 2.  | CA Peñarol                | 10  | 8 | 1 | 1 | 17   | 24 | 9  | +15 |
| 3.  | CA River Plate            | 10  | 5 | 2 | 3 | 12   | 20 | 18 | +2  |
| 4.  | Rampla Juniors FC         | 10  | 4 | 2 | 4 | 10   | 20 | 16 | +4  |
| 5.  | Liverpool FC              | 10  | 4 | 2 | 4 | 10   | 18 | 22 | –4  |
| 6.  | CA Defensor               | 10  | 3 | 3 | 4 | 9    | 19 | 21 | –2  |
| 7.  | Central FC                | 10  | 3 | 2 | 5 | 8    | 17 | 22 | –5  |
| 8.  | Montevideo Wanderers FC   | 10  | 2 | 2 | 6 | 6    | 17 | 25 | –8  |
| 9.  | Danubio FC                | 10  | 0 | 5 | 5 | 5    | 14 | 25 | –11 |
| 10. | CA Cerro                  | 10  | 1 | 3 | 6 | 5    | 12 | 26 | –14 |

| Winnaar Primera División 1948 |
| ----------------------------- |
| Geen Competitie gestaakt      |

#### Topscorers
Op het moment van stopzetten had Óscar Míguez van CA Peñarol met negen treffers het vaakst gescoord.
| №  | Speler       | Club              | Goals |
| -- | ------------ | ----------------- | ----- |
| 1. | Óscar Míguez | CA Peñarol        | 9     |
| 2. | Manuel Loz   | Rampla Juniors FC | 8     |